# Svjetionik Thomas Point Shoal
Svjetionik Thomas Point Shoal (engleski: Thomas Point Shoal Light, ili Thomas Point Shoal Light Station), povijesni je svjetionik u zaljevu Chesapeake na istočnoj obali Sjedinjenih Država i najpoznatiji svjetionik u Marylandu. To je jedini svjetionik na zašarafljenim štapovima u uvali koji još uvijek stoji na svom izvornom mjestu. Trenutna građevina je šesterokutna drvena kućica od 1½ kata, opremljena rogom za maglu i svjetlošću.

## Povijest
Kameni svjetionik sagradio je 1825. godine na obali u Thomas Pointu John Donahoo. Zamijenio ga je 1838. drugi kameni toranj. Rt je podvrgnut kontinuiranoj eroziji, koja je na kraju, 1894. godine, srušila svjetionik na tom mjestu, a 1873. je Kongres odvojio 20 000 američkih dolara za izgradnju konstrukcije sa zašarafljenim štapovima. S dodatnih 15 000 američkih dolara odobrenih 1875. godine, izgrađeno je svjetlo i aktivirano u studenom te godine. Bilo je potrebno 30 radnika da bi postavili svaku gredu od lijevanog željeza u morsko dno zaljeva Chesapeake.
Svjetioniku na štapovima je stalno prijetio led, da bi 1877. godine, zbog trešnje uzrokovane udarima ledenih santi, izvorna leća bila uništena. Leća je zamijenjena, a oko temelja su postavljeni dodatni štapovi i riprap, kako bi zaštitili strukturu. Do 1964. godine, to je bilo posljednje svjetlo s posadom u zaljevu Chesapeake, a automatizirano je tek 1986. godine. Trenutno je posljednji nepromijenjeni svjetionik ovog tipa na izvornim temeljima u zaljevu Chesapeake.